# Пам'ятки історії Алуштинської міськради
На території Алуштинської міськради нараховується 50 пам'яток історії, що перебувають на обліку. 26 з них знаходиться в місті Алушта. Одна з пам'яток має статус національного значення, інші - місцевого.
| № п/п                  | Обліковий номер | Найменування пам'ятника                                                                              | дата встановлення                        | Місто                                                                                | Адреса | Рішення про взяття на облік                                      |
| ---------------------- | --------------- | --- | ---------------------------------------- | ------------------------------------------------------------------------------------ | --- | ---------------------------------------------------------------- |
| м. Алушта              |                 | |                                          |                                                                                      | |                                                                  |
| Національного значення |                 | |                                          |                                                                                      | |                                                                  |
| 1                      | № 010003-Н      | Могила С.Н. Сергєєва-Ценського                                                                       | 1958 р.                                  | Алушта                                                                               | вул. Сергєєва-Ценського, садиба музею С.Н. Сергєєва-Ценського                                                                              | Постанова Кабінету Міністрів України від 03.09.2009 №928.        |
| Місцевого значення     |                 | |                                          |                                                                                      | |                                                                  |
| 1                      | 212-АР          | Братська могила радянських партизан та членів їх сімей                                               | 1941 р.                                  | Алушта                                                                               | 4-й км шосе Алушта-Сімферополь | Наказ МКтаТ України від 24.09.2008 №1001/0/16-08                 |
| 2                      | 2942-АР         | Пам'ятний знак на честь кримських партизан.                                                          | 1981 р.                                  | Алушта                                                                               | 5-й км шосе Алушта — Ялта | Наказ МКтаТ України від 15.09.2010 №706/0/16-10                  |
| 3                      | 3074-АР         | Могила С.П.Бедненко — Героя Радянського Союзу                                                        | 1980 р.                                  | Алушта                                                                               | 5-й км шосе Алушта-Судак, міське кладовище, сектор № 2                                                                                     | Наказ МКтаТ України від 15.09.2010 №706/0/16-10                  |
| 4                      | 210-АР          | Братська могила членів уряду республіки Таврида                                                      | 1940 р., реставрація — 1987 р.           | Алушта                                                                               | пл. Революції, Приморський парк | Наказ МКтаТ України від 24.09.2008 № 1001/0/16-08                |
| 5                      | 211-АР          | Братська могила радянських партизан                                                                  | 1942 р., поховання-лютий 1945 р.         | Алушта                                                                               | пл. Революції, Приморський парк | Наказ МКтаТ України від 24.09.2008 №1001/0/16-08                 |
| 6                      | 209-АР          | Могила капітана Ф.Д.Пластуна                                                                         | квітень 1944р.                           | Алушта                                                                               | пл. Революції, Приморський парк | Наказ МКтаТ України від 24.09.2008 №1001/0/16-08                 |
| 7                      | 4618-АР         | Могила лейтенанта С.В.Бакшіна                                                                        | 1944р.                                   | Алушта                                                                               | пл. Революції, Приморський парк | Наказ МКтаТ України від 24.09.2008 №1001/0/16-08                 |
| 8                      | 247-АР          | Пам'ятник Горькому А.М.                                                                              | 1956 м.                                  | Алушта                                                                               | приморський парк, біля моря | Наказ МКтаТ України від 24.09.2008 №1001/0/16-08                 |
| 9                      | 240             | Пам'ятник В.І.Леніну                                                                                 | 1983 р. — заміна                         | Алушта                                                                               | вул. Червоноармійська, 30 | Рішення КО від 05.09.1969 № 595                                  |
| 10                     | 3183-АР         | Братська могила радянських воїнів                                                                    | 1941 р.                                  | Алушта                                                                               | вул. Червоноармійська, 68, (вул. Судакська) територія військової частини                                                                   | Наказ МКтаТ України від 15.09.2010 №706/0/16-10                  |
| 11                     | 248             | Пам'ятник С.М.Сергєєва-Ценського.                                                                    | 1966 р.                                  | Алушта                                                                               | вул. Червонофлотська, сквер | Рішення КО від 05.09.1969 № 595                                  |
| 12                     | 246-АР          | Пам'ятник О.С.Пушкіну.                                                                               | 1937р.                                   | Алушта                                                                               | вул. Леніна | Наказ МКтаТ України від 24.09.2008 №1001/0/16-08                 |
| 13                     | 235             | Будівля, в якій перебували в ув'язненні члени уряду республіки Тавриди                               | 1918р.                                   | Алушта                                                                               | вул. Леніна, 20 | Рішення КО від 05.09.1969 № 595                                  |
| 14                     | 215-АР          | Братська могила радянських воїнів                                                                    | 1948 р., заміна — 1985 р.                | Алушта                                                                               | вул. Леніна, сквер | Наказ МКтаТ України від 24.09.2008 №1001/0/16-08                 |
| 15                     | 206             | Пам'ятний знак на честь борців за радянську владу.                                                   | 1968 р.                                  | Алушта                                                                               | вул. Леніна, біля кінотеатру " Південний "                                                                                                 | Рішення КО від 05.09.1969 № 595                                  |
| 16                     | 3079-АР         | Пам'ятний знак на честь воїнів-визволителів ("САУ-100").                                             | 1985 р.                                  | Алушта                                                                               | вул. Партизанська, сквер Перемоги | Наказ МКтаТ України від 15.09.2010 №706/0/16-10                  |
| 17                     | 3077            | Пам'ятний знак на честь Героя Радянського Союзу Н.Г.Саранчева                                        |                                          | Алушта                                                                               | вул. Саранчева, 19, у будинку | Рішення КО від 15.04.1986 № 164                                  |
| 18                     | -               | Будинок, в якому жив письменник І.С.Шмелев                                                           | початок ХХ ст.                           | Алушта                                                                               | вул. Сергєєва-Ценського, 3 | Постанова РМ АР Крим від 09.03.1994 № 53                         |
| 19                     | 237             | *Будинок-музей С.М.Сергєєва-Ценського                                                                | початок XX ст.                           | Алушта                                                                               | вул. Сергєєва-Ценського, 5 | Рішення КО від 05.09.1969 № 595, Рішення КО від 05.06.1984 № 284 |
| 20                     | 010003-Н        | Могила письменника С. Н.Сергеева-Ценського                                                           | 1958 м.                                  | Алушта                                                                               | вул. Сергєєва-Ценського, садиба музею С.М.Сергєєва-Ценського                                                                               | Постанова Кабінету Міністрів України від 03.09.2009 № 928        |
| 21                     | 3078а           | Пам'ятник бойової техніки — літак " ЯК-3"                                                            |                                          | Алушта                                                                               | вул. Чатирдагська, 2, база відпочинку " Казка "                                                                                            | Рішення КО від 15.04.1986 № 164                                  |
| 22                     | 213-АР          | Могила Н.П.Тріфонова — політрука                                                                     | 1941р.                                   | Алушта                                                                               | шосе Алушта — Сімферополь, старе міське кладовище                                                                                          | Наказ МКтаТ України від 15.09.2010 №706/0/16-10                  |
| 23                     | 3076-АР         | Могила С.П.Костичева — академіка                                                                     | 1931 р.                                  | Алушта                                                                               | шосе Алушта — Сімферополь, старе міське кладовище                                                                                          | Наказ МКтаТ України від 15.09.2010 №706/0/16-10                  |
| 24                     | 3075            | Могила Героя Соціалістичної Праці Ф.К.Кругляка                                                       | Алушта                                   | шосе Алушта-Сімферополь, міське кладовище                                            | Рішення КО від 15.04.1986 № 164 |                                                                  |
| 25                     | 214-АР          | Братська могила радянських воїнів                                                                    | квітень 1944 р., перепоховання — 1953 р. | Алушта                                                                               | шосе Алушта-Сімферополь, вул. Туристів, старе міське кладовище                                                                             | Наказ МКтаТ України від 15.09.2010 №706/0/16-10                  |
| Алуштинський регіон    |                 | |                                          |                                                                                      | |                                                                  |
| 1                      | 202-АР          | Пам'ятний знак на честь закінчення будівництва дороги Сімферополь-Алушта. Дата події: 1824-1826 рр.. | 1826 р.                                  | 33-й км шосе Сімферополь-Алушта, Ангарський перевал, 600 м на схід по лісовій стежці | Наказ МКтаТ України від 15.09.2010 №706/0/16-10                                                                                            |                                                                  |
| 2                      | 201-АР          | Місце поранення М.І.Кутузова ("Кутузовський фонтан") Дата події: 1774р.                              | 1820-ті рр..                             | 1945р., 1957р.                                                                       | 35-й км шосе Сімферополь-Алушта | Наказ МКтаТ України від 24.09.2008 №1001/0/16-08                 |
| 3                      | 3172            | Братська могила бійців Алуштинського партизанського загону                                           | грудень 1941 р.                          | Алуштинський міськрада                                                               | КЗОХ, Центральне лісництво, квадрат 153 | Рішення КО від 20.02.1990 № 48                                   |
| 4                      | 207-АР          | Пам'ятний знак на місці розташування Центрального штабу партизанського руху Криму                    | 1941-1942 рр..                           | Алуштинський міськрада                                                               | територія Кримського державного заповідника на Мокроусовской галявині гори Барлакош, 3 км на північний схід від 2-го км доріг              | Наказ МКтаТ України від 15.09.2010 №706/0/16-10                  |
| 5                      | 370-АР          | Могила капітана Н.П.Мануілова                                                                        | 1941 р.                                  | Алуштинська міськрада                                                                | територія Кримського державного заповідника, кордон Кропив `яного, 50 м на південний захід від майданчики для багаття турбази " Криничка " | Наказ МКтаТ України від 15.09.2010 №706/0/16-10                  |
| 6                      | 220-АР          | Могила невідомого радянського воїна                                                                  | 1944 р.                                  | с. Верхня Кутузівка                                                                  | у нижній дороги Алушта — Верхня Кутузівка                                                                                                  | Наказ МКтаТ України від 15.09.2010 №706/0/16-10                  |
| 7                      | 219-АР          | Братська могила радянських воїнів та партизанів                                                      | 1944 р.                                  | с. Ізобільне                                                                         | по правій стороні дороги на с. Ізобільне від шосе Сімферополь-Алушта                                                                       | Наказ МКтаТ України від 15.09.2010 №706/0/16-10                  |
| 8                      | 222-АР          | Могила Н.П.Сусловой — доктора медицини                                                               | 1918 р.                                  | п. Лазурне                                                                           | 0,7 км на північний захід від селища | Наказ МКтаТ України від 15.09.2010 №706/0/16-10                  |
| 9                      | 3081-АР         | Будинок, де жили доктор медицини Н.П.Суслова та професор А.Е.Голубев                                 | кінець XIX ст.                           | п. Лазурне                                                                           | вул. Головкінського, 1, літер "А " | Наказ Міністерства культури Україна від 20.01.2012 № 45          |
| 10                     | 203-АР          | Пам'ятний знак на честь Н.А.Головкінского — професора.                                               | 1900 р.                                  | п. Лазурне                                                                           | вул. Садова | Наказ МКтаТ України від 15.09.2010 №706/0/16-10                  |
| 11                     | 221-АР          | Могила академіка П.І.Кеппена                                                                         | 1864р.                                   | с. Бондаренково                                                                      | вул. Кеппена, 8, СОЦ " Студентський" НТУ " ХПІ "                                                                                           | Наказ МКтаТ України від 15.09.2010 №706/0/16-10                  |
| 12                     | 223-АР          | Братська могила радянських воїнів                                                                    | 1941р.                                   | с. Запрудне                                                                          | сільське кладовище | Наказ МКтаТ України від 15.09.2010 №706/0/16-10                  |
| 13                     | 224-АР          | Братська могила радянських льотчиків                                                                 | 1942р., перепоховання — 1950г.           | с. Малий Маяк                                                                        | західна околиця села, у старого шосе Алушта-Ялта, сільське кладовище                                                                       | Наказ МКтаТ України від 15.09.2010 №706/0/16-10                  |
| 14                     | 245-АР          | Пам'ятник О.С.Пушкіну.                                                                               | 1960-е роки                              | с. Пушкіно                                                                           | ліворуч від шосе Сімферополь-Ялта | Наказ МКтаТ України від 21.12.2010 №1266/0/16-10                 |
| 15                     | 226-АР          | Могила І.А.Юрченко — прикордонника                                                                   | 1941 р.                                  | с. Генеральське                                                                      | біля шосе Алушта-Генеральське | Наказ МКтаТ України від 15.09.2010 №706/0/16-10                  |
| 16                     | 225-АР          | Братська могила радянських воїнів                                                                    | 1944 р.                                  | с. Малоріченське                                                                     | 100 м на південь від села, біля шосе Алушта-Судак                                                                                          | Наказ МКтаТ України від 15.09.2010 №706/0/16-10                  |
| 17                     | 228-АР          | Братська могила радянських воїнів та партизанів                                                      | 1944 р.                                  | с. Сонячногірське                                                                    | біля шосе Алушта-Судак, територія пансіонату " Світанок "                                                                                  | Наказ МКтаТ України від 15.09.2010 №706/0/16-10                  |
| 18                     | 227-АР          | Братська могила радянських воїнів та партизан                                                        | 1944 р.                                  | с.Рибальське                                                                         | у шосе Алушта-Судак, територія бази відпочинку " Кулон "                                                                                   | Наказ МКтаТ України від 15.09.2010 №706/0/16-10                  |
| 19                     | 232-АР          | Могила С.С.Дармідора                                                                                 | грудень 1941р.                           |                                                                                      | близько дороги Алушта-Партизанське, біля контори Ізобільненської лісництва                                                                 | Наказ МКтаТ України від 15.09.2010 №706/0/16-10                  |
| 20                     | 3085            | Пам'ятник Авіценні,                                                                                  | 1981 р.                                  | п. Партеніт                                                                          | військовий санаторій, в парку | Рішення КО від 15.04.1986 № 164                                  |
| 21                     | 217-АР          | Могила І.Васільченко — матроса                                                                       | 1942 р.                                  | п. Партеніт                                                                          | вул. Сонячна, парк Перемоги | Наказ МКтаТ України від 15.09.2010 №706/0/16-10                  |
| 22                     | 218             | Могила старшого лейтенанта Н.П.Шіхова                                                                | 1943 р.                                  | п. Утьос                                                                             | парк санаторію " Утес ", у моря | Рішення КО від 05.09.1969 № 595                                  |
| 23                     | 3084-АР         | Братські могили партизан та членів їх сімей                                                          | 1941 р.                                  |                                                                                      | територія Кримського державного заповідника кордон "Буковського", казарми лісників                                                         | Наказ МКтаТ України від 15.09.2010 №706/0/16-10                  |
| 24                     | 3083            | пам'ятний знак на честь кримських партизан                                                           |                                          |                                                                                      | шосе Алушта-Сімферополь, Ангарський перевал                                                                                                | Рішення КО від 15.04.1986 № 164                                  |
|                        |                 | |                                          |                                                                                      | |                                                                  |